# Ecclitica triorthota
Ecclitica triorthota es una especie de polilla de la familia Tortricidae. Se encuentra en Nueva Zelanda.
La envergadura es de unos 14 mm. Las alas anteriores son de color ocre, teñidas de gris violáceo. Hay marcas de color marrón ferruginoso oscuro, teñidas de castaño grisáceo oscuro en los bordes. Las alas traseras son de color gris oscuro.